# Tonnoiromyia montina
Tonnoiromyia montina is een tweevleugelige uit de familie steltmuggen (Limoniidae). De soort komt voor in het Australaziatisch gebied.